# Patrick Brachner
Patrick Brachner (aserbaidschanisch Patrik Braxner; * 7. Januar 1992 in Österreich) ist ein österreichisch-aserbaidschanischer Skirennläufer.

## Karriere
Brachner stammt aus Kematen an der Ybbs, bei Wettkämpfen startet er für Aserbaidschan. Die Verbindung zum aserbaidschanischen Skiverband kam über seinen Vater Franz Brachner zustande, der beruflich in Aserbaidschan zu tun hatte und dort zufällig mit dem dortigen Verbandschef in Kontakt kam.
2011 nahm er an seiner ersten Weltmeisterschaften teil. Er startete im Slalom und Riesenslalom, wobei er im Slalom ausschied und im Riesenslalom Platz 83 belegte. Auch bei den nächsten Weltmeisterschaften in Schladming 2013 nahm Brachner ebenfalls im Slalom und Riesenslalom teil. Im Slalom belegte er Platz 37, im Riesenslalom schied er aus.
Bei den Olympischen Winterspielen 2014 war Brachner Fahnenträger für Aserbaidschan und startete auch hier im Slalom und Riesenslalom. Im Slalom schied er im ersten Durchgang aus, im Riesenslalom belegte er den 53. Platz.
Die Weltmeisterschaften 2015 verpasste er auf Grund einer Knieoperation. Bei den Weltmeisterschaften 2017 in St. Moritz schied er im Slalom aus und erreichte im Riesenslalom Platz 60.

## Erfolge

### Olympische Winterspiele
- Sotschi 2014: 53. Riesenslalom, DNF Slalom
- Pyeongchang 2018: DNF Slalom

### Weltmeisterschaften
- Garmisch-Partenkirchen 2011: 83. Riesenslalom, DNF Slalom
- Schladming 2013: 37. Slalom, DNF Riesenslalom
- St. Moritz 2017: 60. Riesenslalom, DNF Slalom

### Juniorenweltmeisterschaften
- Crans-Montana 2011: 58. Riesenslalom, DNF Slalom
- Québec 2013: DNF Riesenslalom, DNF Slalom

### Australian New Zealand Cup
- Eine Platzierung unter den besten 5

### South American Cup
- Eine Platzierung unter den besten 5

### Weitere Erfolge
- 3 Siege bei FIS-Rennen